# Модель газорідинного потоку
Модель газорідинного потоку гомогенна (рос. модель газожидкостного потока гомогенная; англ. homogeneous model of gas-liquid flow; нім. homogenes Modell n des Gas-Flüssigkeitsstromes) — модель, згідно з якою двофазний потік у нафтовій свердловині розглядається як однорідна рідина з витратною густиною суміші і швидкістю газорідинної суміші.
У однорідній моделі двофазного потоку коефіцієнт ковзання (або коефіцієнт швидкостей) у газо-рідинному (двофазному) потоці, що визначається як відношення швидкості газової фази до швидкості рідкої фази, дорівнює 1.  Проте експериментально помічено, що швидкість газової та рідкої фаз може значно відрізнятися залежно від схеми потоку (наприклад, поршневий потік, кільцевий потік, бульбашковий потік, стратифікований потік, пробковий потік, відбійний потік). Моделі, які пояснюють існування ковзання, називаються «моделями розділеного потоку».
Наступні тотожності можна записати за допомогою взаємопов’язаних визначень:
{\displaystyle S={\frac {u_{G}}{u_{L}}}={\frac {U_{G}(1-\epsilon _{G})}{U_{L}\epsilon _{G}}}={\frac {\rho _{L}x(1-\epsilon _{G})}{\rho _{G}(1-x)\epsilon _{G}}}}
де:
- S – коефіцієнт ковзання, безрозмірний
- індекси G і L відносяться до газової та рідкої фази відповідно
- u – швидкість, м/с
- U – поверхнева швидкість, м/с
- {\displaystyle \epsilon } – пористість, безрозмірна
- ρ – густина фази, кг/м3
- x – якість пари, безрозмірна.